# Akaishigebergte
Het Akaishigebergte (赤石山脈, Akaishi Sanmyaku) is een bergketen in centraal Honshū, Japan. De keten maakt deel uit van de Japanse Alpen, een staat daarbinnen bekend als de Zuidelijke Alpen (南アルプス, Minami Arupusu). De bergketen ligt langs de grens van de prefecturen Nagano, Yamanashi en Shizuoka.

## Belangrijke bergen
- Kaikoma, (2967 meter
- Senjō, (3033 meter)
- Kita, (3193 meter)
- Aino, (3189 meter)
- Nōtori, (3051 meter)
- Akaishi, (3120 meter)
- Hijiri, (3013 meter)
- Tekari, (2591 meter)